# Was
Els wa són una minoria ètnica que viuen principalment a la zona coneguda com a estats Wa, que inclouen parts de l'estat Shan a Birmània i la part occidental de la prefectura de Pu'er al Yunnan, Xina, on també són una nacionalitat reconeguda.

L'origen del poble wa és molt antic però manquen dades històriques. L'època colonial, quan Birmània era sota domini britànic, va afectar molt poc aquest poble i la frontera entre la Xina i Birmània es va deixar sense definir per molt de temps. En general, els costums tradicionals dels wa, així com llur forma de viure, eren molt similars a les dels naga que vivien més al nord-oest.
Quan, als anys seixanta, el Partit Comunista de Birmània es va establir al nord-est del país, molts joves wa i kokang van ingressar a les seves files. El quarter general de l'exèrcit comunista es va establir a Bago Yoma, a la regió wa el 1973. Als anys vuitanta, els kokang es van escindir del Partit Comunista, que va quedar format principalment pels wa. El quarter general es va establir a Panhsan. El Comitè central va enviar Seo Thein per organitzar els wa com a tropes de xoc, però els líders wa U Kyauk Nyi Lai i Pauk Yu Chan, aliats amb altres elements wa del partit (amb la mediació dels exmembres kokangs U Phong Kyar Shin i U Phong Kyar Phoo), van provocar un trencament, i el 17 d'abril del 1989 els wa van ocupar la base del partit comunista a Panhsan (o Pansai).
El president del partit comunista, Ba Thein Tin, els principals dirigents i les seves famílies, van fugir a la Xina. Llavors, els wa van constituir el grup Solidaritat de les Nacionalitats de Myanmar i el Partit de la Unitat (després anomenat Partit Unit de l'Estat Wa), que va adoptar la bandera de l'antiga Organització Nacional Wa. Es va negociar amb el govern (Tatmadaw) i es va acordar la pau. El 9 de maig del 1989, gairebé deu mil soldats van quedar aquarterats i l'organització wa fou legalitzada. Es va crear la regió especial número dos de l'estat Shan, i es va enviar ajuda del govern a la zona per a projectes de desenvolupament. L'acord final fou signat a Lashio el novembre del 1989. Des de llavors, els wa controlen el tràfic de droga en l'anomenat triangle d'or, especialment des que el 1996 va desaparèixer l'exèrcit Mung Tai del general Khun Sa. El partit dirigent reclama l'establiment d'un estat wa separat de l'estat Shan.
El 1962 es va constituir l'Organització Nacional Wa, i adoptà una bandera que avui és, de fet, la bandera nacional wa.